# Старое Село (Быховский район)
Старое Село (бел. Старое Сяло) — деревня в составе Обидовичского сельсовета Быховского района Могилёвской области Республики Беларусь.

## Население
- 2010 год — 14 человек